# Navigator of the Seas (schip, 2002)
De Navigator of the Seas is een cruiseschip van Royal Caribbean International.
De Navigator of the Seas behoort, naast haar andere zusterschepen Adventure, Mariner, Voyager en Explorer of the Seas, tot de Voyager-klasse. Het schip is 311 meter lang en 48 meter breed. Het kan 3.114 passagiers en 1.185 bemanningsleden vervoeren.
De maximumsnelheid van het schip is 24 knopen (wat ongeveer gelijk is aan 40,7 km/u).

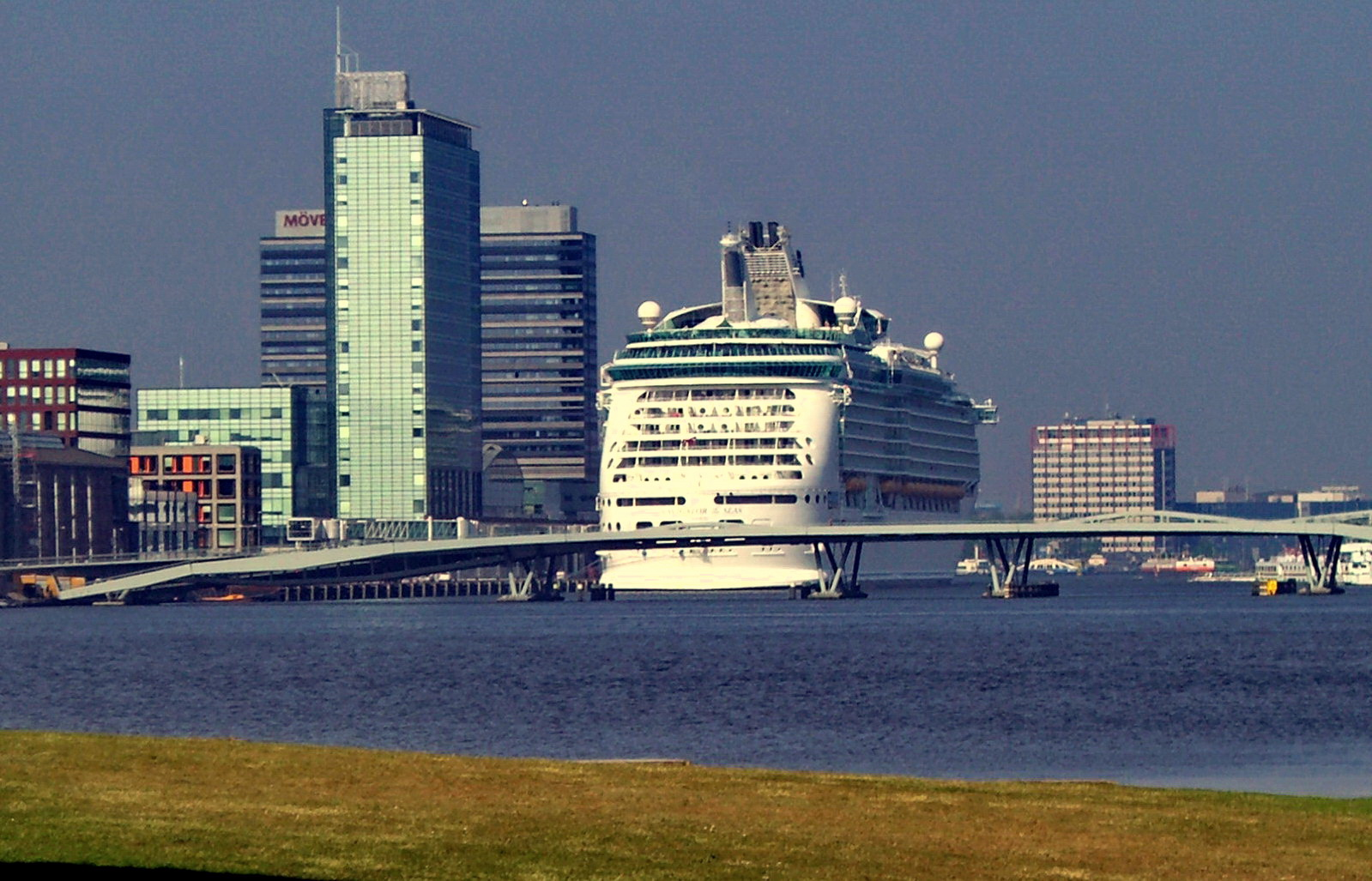
Navigator of the Seas in Amsterdam (PTA)
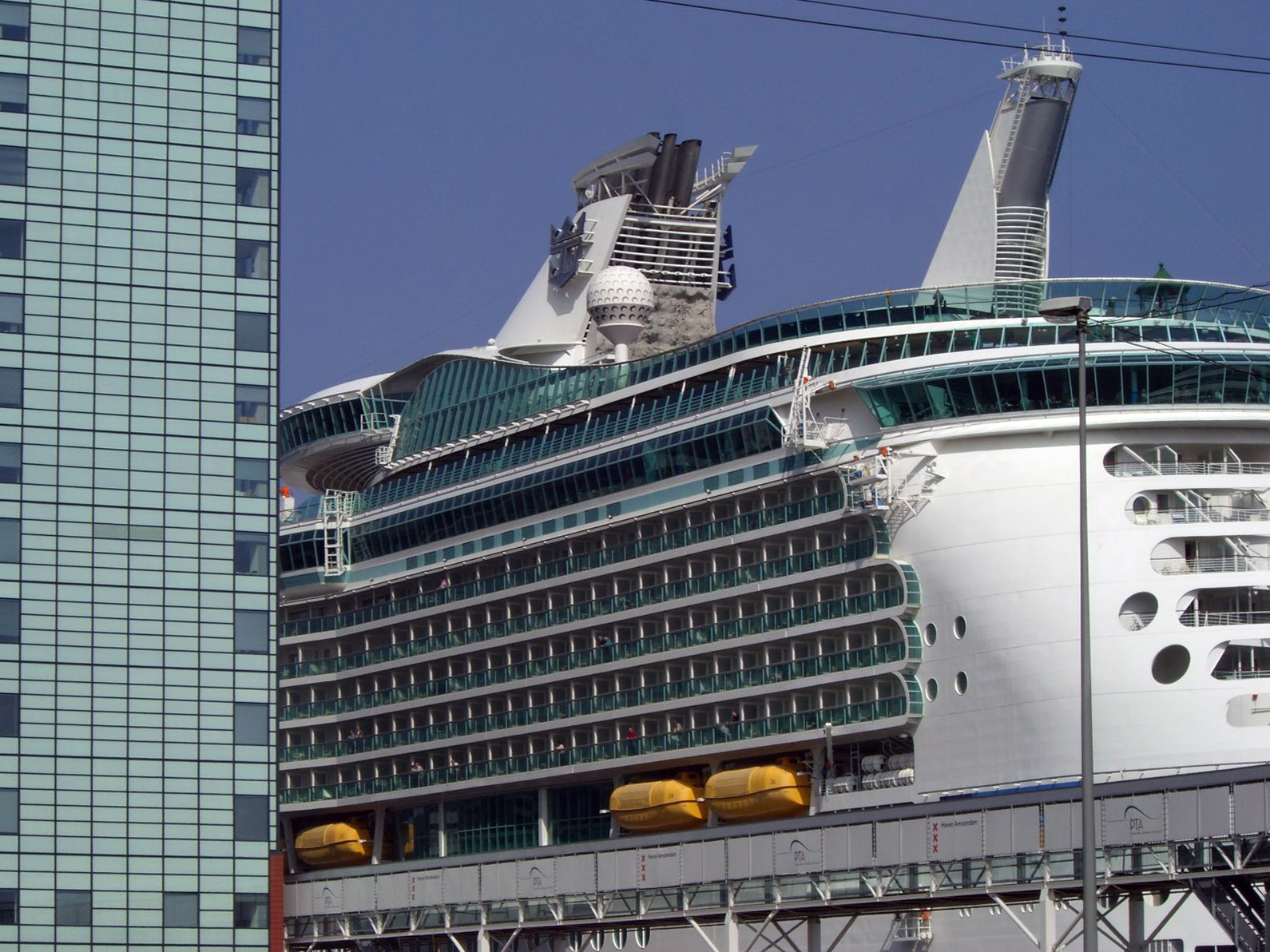
Idem, detail
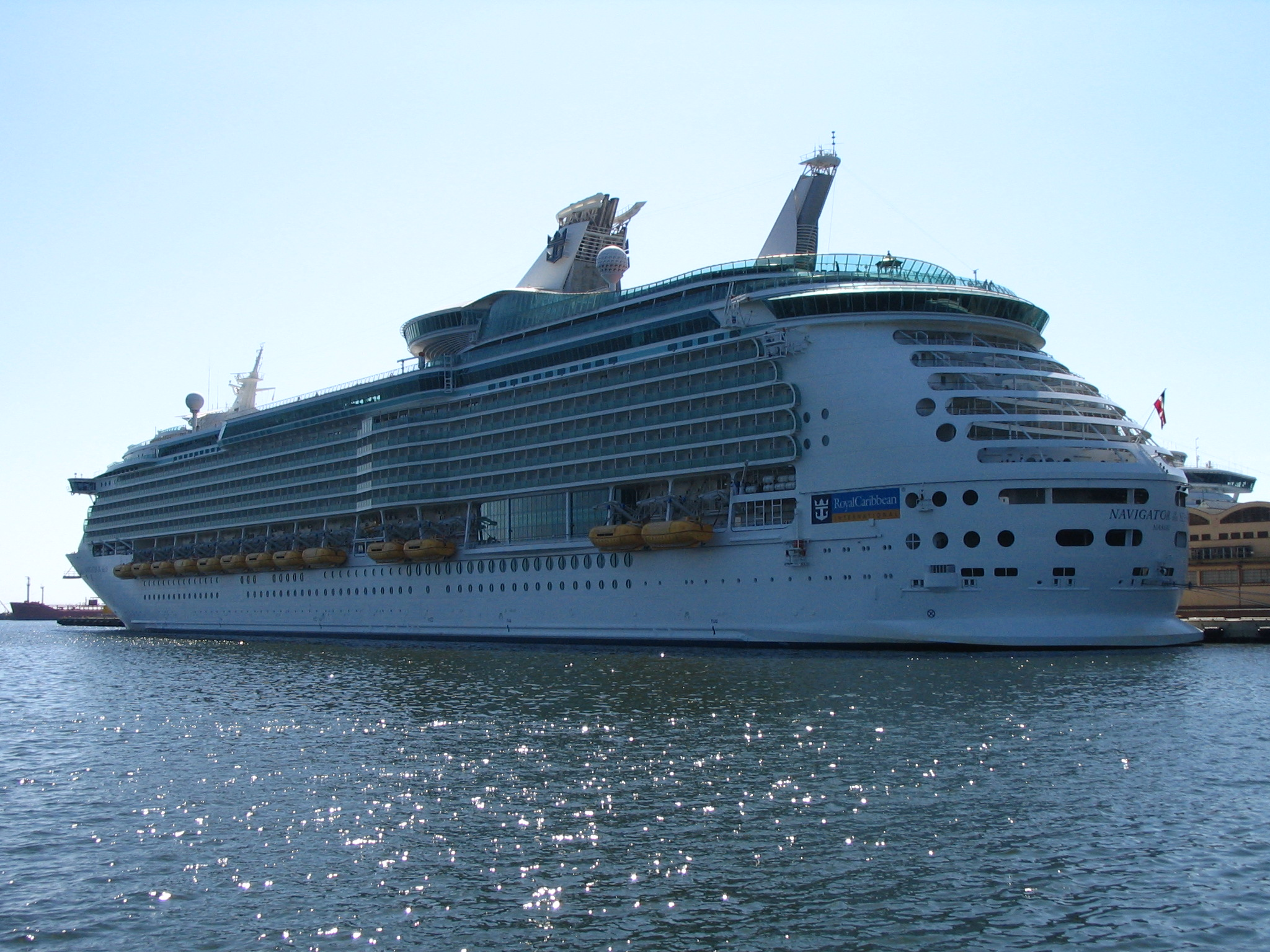
Navigator of the Seas in Port Gdynia